# Inspiration (Yngwie Malmsteen)
Inspiration è un album di cover eseguite da Yngwie J. Malmsteen, pubblicato nel 1996.

## Tracce
1. Carry on My Wayward Son – 5:08 –  (Kerry Livgren) ; (Cover dei Kansas)
2. Pictures of Home – 4:56 –  (Ian Gillan, Ritchie Blackmore, Roger Glover, Jon Lord, Ian Paice) ; (Cover dei Deep Purple)
3. Gates of Babylon – 7:12 –  (Ronnie James Dio, Ritchie Blackmore) ; (Cover dei Rainbow)
4. Manic Depression – 3:40 –  (Jimi Hendrix); ( Cover di Jimi Hendrix)
5. In the Dead of Night – 6:10 –  (Eddie Jobson, John Wetton) ; (Cover degli UK)
6. Mistreated  – 7:30 –  (David Coverdale, Ritchie Blackmore) ; (Cover dei Deep Purple)
7. The Sails of Charon – 5:06 –  (Uli Jon Roth) ; (Cover degli Scorpions)
8. Demon's Eye – 4:53 –  (Ian Gillan, Ritchie Blackmore, Roger Glover, Jon Lord, Ian Paice) ; (Cover dei Deep Purple)
9. Anthem – 4:18 –  (Alex Lifeson, Geddy Lee, Neil Peart); ( Cover dei Rush)
10. Child in Time – 8:07 –  (Ian Gillan, Ritchie Blackmore, Roger Glover, Jon Lord, Ian Paice) ; (Cover dei Deep Purple)
11. Spanish Castle Magic – 3:07 –  (Jimi Hendrix) ; (Cover di Jimi Hendrix)

## Formazione
- Yngwie J. Malmsteen - chitarra, voce nella traccia 4, basso in tutte le tracce tranne la 1
- Jeff Scott Soto - voce nelle tracce 1, 3, 6
- Joe Lynn Turner - voce nelle tracce 2, 8, 11
- Mark Boals - voce nelle tracce 5, 7, 9, 10
- Marcel Jacob - basso nella traccia 1
- David Rosenthal - tastiere nelle tracce 1 e 10
- Mats Olausson - tastiere nelle tracce 2 e 6
- Jens Johansson - tastiere nelle tracce 3, 5, 8
- Anders Johansson - batteria